# میخائیل لینگه
میخائیل لینگه (روسی: Михаил Иннокентьевич Линге؛ ۲۶ نوامبر ۱۹۵۸ – ۴ فوریهٔ ۱۹۹۴) دونده اهل اتحاد جماهیر شوروی سوسیالیستی بود.
از افتخارات وی میتوان به کسب مدال طلا ۴×۴۰۰ متر امدادی در بازی‌های المپیک تابستانی ۱۹۸۰ اشاره کرد.